# Vi som gå affärsvägen
Vi som gå affärsvägen är en amerikansk film från 1933 i regi av Roy Del Ruth. Filmen bygger på en pjäs av David Boehm. Filmen tillkom innan den så kallade produktionskoden togs i bruk och innehåller därför flera skildringar som i senare amerikansk filmproduktion fram till 1960-talet inte var möjliga.

## Handling
Kurt Anderson är direktör på varuhuset Monroe. Han driver verksamheten med järnhand och utan skrupler, och gör sig av med anställda för minsta anledning. När han finner den fattiga Madeline Walters som vill ha arbete på varuhuset är han inte sen att utnyttja situationen. Madeline blir senare kär i en av varuhusets anställda, Martin West.

## Rollista
- Warren William - Kurt Anderson
- Loretta Young - Madeleine Walters
- Wallace Ford - Martin West
- Alice White - Polly Dale
- Hale Hamilton - Commodore Franklin Monroe
- Albert Gran - Denton Ross
- Marjorie Gateson - Mrs. Hickox
- Ruth Donnelly - Miss Hall
- Frank Reicher - Garfinkle
- Charles Sellon - Higgins